# IJshockey op de Aziatische Winterspelen 2007
IJshockey was een onderdeel van de Aziatische Winterspelen 2007. Er werden wedstrijden gehouden van 26 januari tot 3 februari 2007.

## Medaillespiegel
| Plaats | Land       | Goud | Zilver | Brons | Totaal |
| ------ | ---------- | ---- | ------ | ----- | ------ |
| 1      | Japan      | 1    | 1      | 0     | 2      |
| 1      | Kazachstan | 1    | 1      | 0     | 2      |
| 3      | China      | 0    | 0      | 1     | 1      |
| 3      | Zuid-Korea | 0    | 0      | 1     | 1      |

## Mannen

### Eindstand
1. Japan
2. Kazachstan
3. Zuid-Korea
4. China
5. Noord-Korea
6. Verenigde Arabische Emiraten
7. Koeweit
8. Maleisië
9. Thailand
10. Hong Kong
11. Macau

### Groep A
Japan speelt in de eerste divisie van het ijshockey, terwijl Noord-Korea in de tweede divisie speelt en 36ste van de 45 ijshockeyteams ter wereld staat.
| Team        | Gespeeld | Gewonnen | Verloren | Gelijk | GF | GA | Punten |
| ----------- | -------- | -------- | -------- | ------ | -- | -- | ------ |
| Japan       | 1        | 1        | 0        | 0      | 6  | 1  | 2      |
| Noord-Korea | 1        | 0        | 1        | 0      | 1  | 6  | 0      |

|            |       |       |             |
| 28 januari | Japan | 6 – 1 | Noord-Korea |

### Groep B
Kazachstan is het enige team in de groep dat een score van de IIHF meekreeg. Kazachstan won dan ook makkelijk in beide wedstrijden.
| Team                         | Gespeeld | Gewonnen | Verloren | Gelijk | GF | GA | Punten |
| ---------------------------- | -------- | -------- | -------- | ------ | -- | -- | ------ |
| Kazachstan                   | 2        | 2        | 0        | 0      | 90 | 1  | 4      |
| Verenigde Arabische Emiraten | 2        | 1        | 1        | 0      | 4  | 38 | 2      |
| Thailand                     | 2        | 0        | 2        | 0      | 1  | 56 | 0      |

|            |                              |        |                              |
| 26 januari | Thailand                     | 0 – 4  | Verenigde Arabische Emiraten |
| 27 januari | Verenigde Arabische Emiraten | 0 – 38 | Kazachstan                   |
| 28 januari | Kazachstan                   | 52 – 1 | Thailand                     |

### Groep C
Net als in groep B kreeg maar een van drie teams een IIHF-normering mee. China won ook beide wedstrijden.
| Team    | Gespeeld | Gewonnen | Verloren | Gelijk | GF | GA | Punten |
| ------- | -------- | -------- | -------- | ------ | -- | -- | ------ |
| China   | 2        | 2        | 0        | 0      | 37 | 1  | 4      |
| Koeweit | 2        | 1        | 1        | 0      | 16 | 13 | 2      |
| Macau   | 2        | 0        | 2        | 0      | 2  | 41 | 0      |

|            |         |        |         |
| 26 januari | Koeweit | 15 – 2 | Macau   |
| 27 januari | Macau   | 0 – 26 | China   |
| 28 januari | China   | 11 – 1 | Koeweit |

### Groep D
In groep D zijn tevens twee teams niet door de IIHF genormeerd. Zuid-Korea speelt in de tweede divisie.
| Team       | Gespeeld | Gewonnen | Verloren | Gelijk | GF | GA | Punten |
| ---------- | -------- | -------- | -------- | ------ | -- | -- | ------ |
| Zuid-Korea | 2        | 2        | 0        | 0      | 27 | 1  | 4      |
| Maleisië   | 2        | 1        | 1        | 0      | 8  | 21 | 2      |
| Hongkong   | 2        | 0        | 2        | 0      | 3  | 20 | 0      |

|            |            |        |            |
| 26 januari | Hong Kong  | 3 – 7  | Maleisië   |
| 27 januari | Zuid-Korea | 11 – 0 | Hong Kong  |
| 28 januari | Maleisië   | 1 – 14 | Zuid-Korea |

### Finaleronden
De vier topteams bereikten de finale, alleen Noord-Korea werd eruit gegooid door Japan.
| Team       | Gespeeld | Gewonnen | Verloren | Gelijk | GF | GA | Punten |
| ---------- | -------- | -------- | -------- | ------ | -- | -- | ------ |
| Japan      | 3        | 3        | 0        | 0      | 9  | 3  | 6      |
| Kazachstan | 3        | 2        | 1        | 0      | 27 | 5  | 4      |
| Zuid-Korea | 3        | 1        | 2        | 0      | 6  | 14 | 2      |
| China      | 3        | 0        | 3        | 0      | 5  | 25 | 0      |

|            |            |        |            |
| 31 januari | Japan      | 3 – 0  | Zuid-Korea |
|            | China      | 1 – 17 | Kazachstan |
| 1 februari | Japan      | 3 – 2  | Kazachstan |
|            | China      | 3 – 5  | Zuid-Korea |
| 3 februari | Japan      | 3 – 1  | China      |
|            | Kazachstan | 8 – 1  | Zuid-Korea |

### Kwalificatie

#### Kwalificatie  5–8
|            |             |        |                              |
| 30 januari | Noord-Korea | 15 – 0 | Maleisië                     |
|            | Koeweit     | 2 – 6  | Verenigde Arabische Emiraten |

#### Kwalificatie 7/8
|            |          |        |         |
| 2 februari | Maleisië | 2 – 10 | Koeweit |

#### Kwalificatie 5/6
|            |             |       |                              |
| 2 februari | Noord-Korea | 9 – 2 | Verenigde Arabische Emiraten |

#### Kwalificatie 9–11
|            |           |       |          |
| 30 januari | Macau     | 0 – 6 | Thailand |
| 2 februari | Hong Kong | 3 – 4 | Thailand |

## Vrouwen
De vrouwen spelen slechts één poule. China en Kazachstan speelden op het WK 2005 en eindigden respectievelijk op een zesde en zevende plek. Ze wisten zich beiden echter niet te plaatsen voor de Olympische Winterspelen van 2006. Japan speelt in de eerste divisie, Noord-Korea in de tweede en Zuid-Korea in de vierde.
| Team        | Gespeeld | Gewonnen | Verloren | Gelijk | GF | GA | Punten |
| ----------- | -------- | -------- | -------- | ------ | -- | -- | ------ |
| Kazachstan  | 4        | 4        | 0        | 0      | 25 | 3  | 8      |
| Japan       | 4        | 3        | 1        | 0      | 37 | 6  | 6      |
| China       | 4        | 2        | 2        | 0      | 29 | 10 | 4      |
| Noord-Korea | 4        | 1        | 3        | 0      | 11 | 15 | 2      |
| Zuid-Korea  | 4        | 0        | 4        | 0      | 0  | 68 | 0      |

|            |             |        |             |
| 28 januari | Noord-Korea | 2 – 3  | Japan       |
|            | Zuid-Korea  | 0 – 20 | China       |
| 29 januari | Kazachstan  | 6 – 1  | Noord-Korea |
|            | Japan       | 29 – 0 | Zuid-Korea  |
| 31 januari | Kazachstan  | 14 – 0 | Zuid-Korea  |
|            | Japan       | 4 – 2  | China       |
| 1 februari | Noord-Korea | 5 – 0  | Zuid-Korea  |
| 2 februari | China       | 1 – 3  | Kazachstan  |
| 3 februari | Kazachstan  | 2 – 1  | Japan       |
|            | China       | 6 – 3  | Noord-Korea |

Alpineskiën · 
Biatlon · 
Curling · 
Freestyleskiën · 
IJshockey · 
Kunstrijden · 
Langlaufen · 
Schaatsen · 
Shorttrack · 
Snowboarden